# Templo de Chung Tian
Templo Chung Tian (en chino, 中天 寺; pinyin, Zhōng tiān sì; literalmente, ‘Templo del Cielo Medio’) es un templo Budista Chan ubicado en 1034 Underwood Road, Priestdale, Queensland. El templo es parte de la orden monástica budista Fo Guang Shan. La construcción del templo comenzó en enero de 1991 y se inauguró en junio de 1993.
El Templo Chung Tian fue fundado por el Venerable Maestro Hsing Yun, quien también es el fundador de la orden budista Fo Guang Shan.

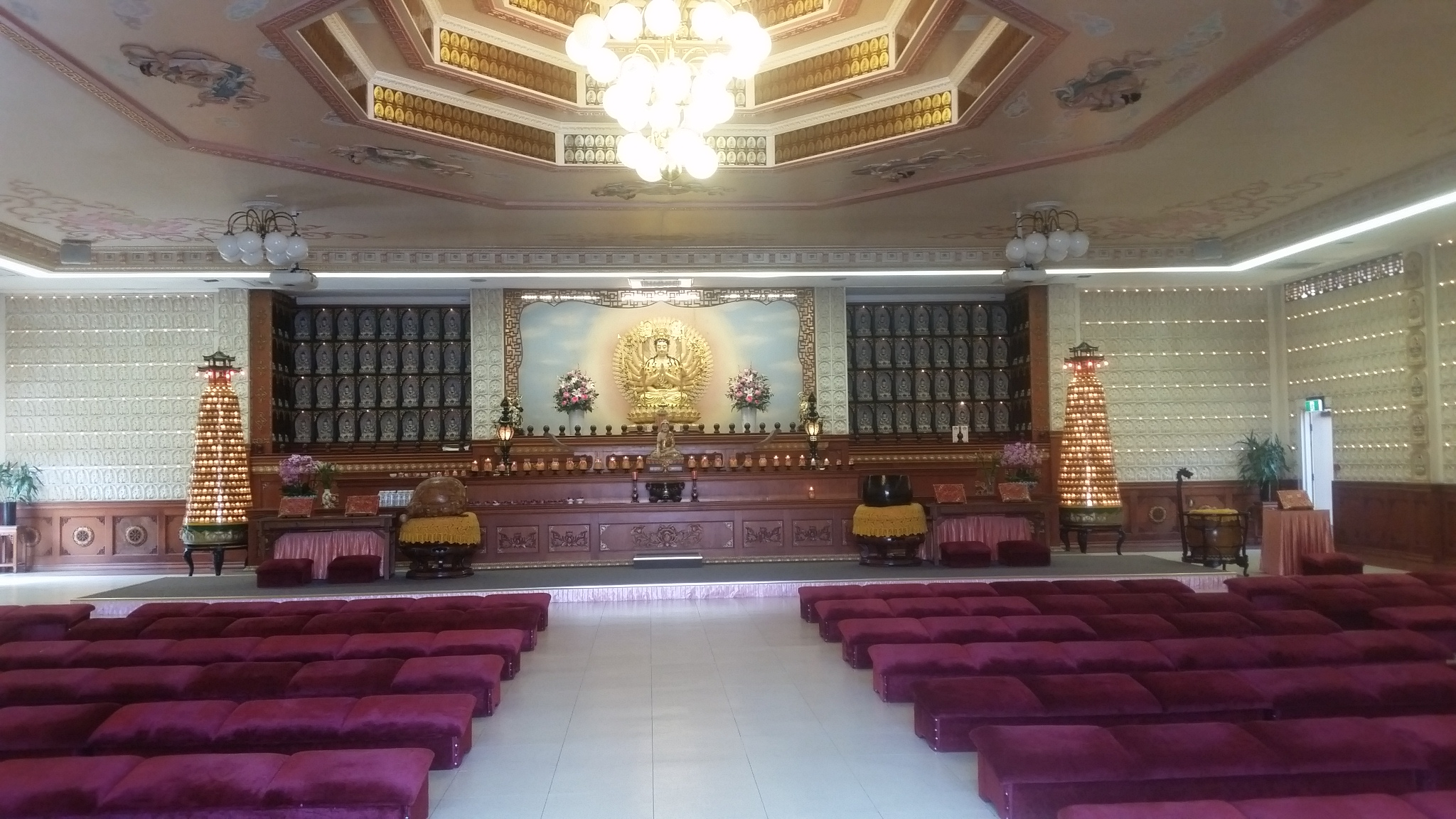
Sala Bodhisattva.

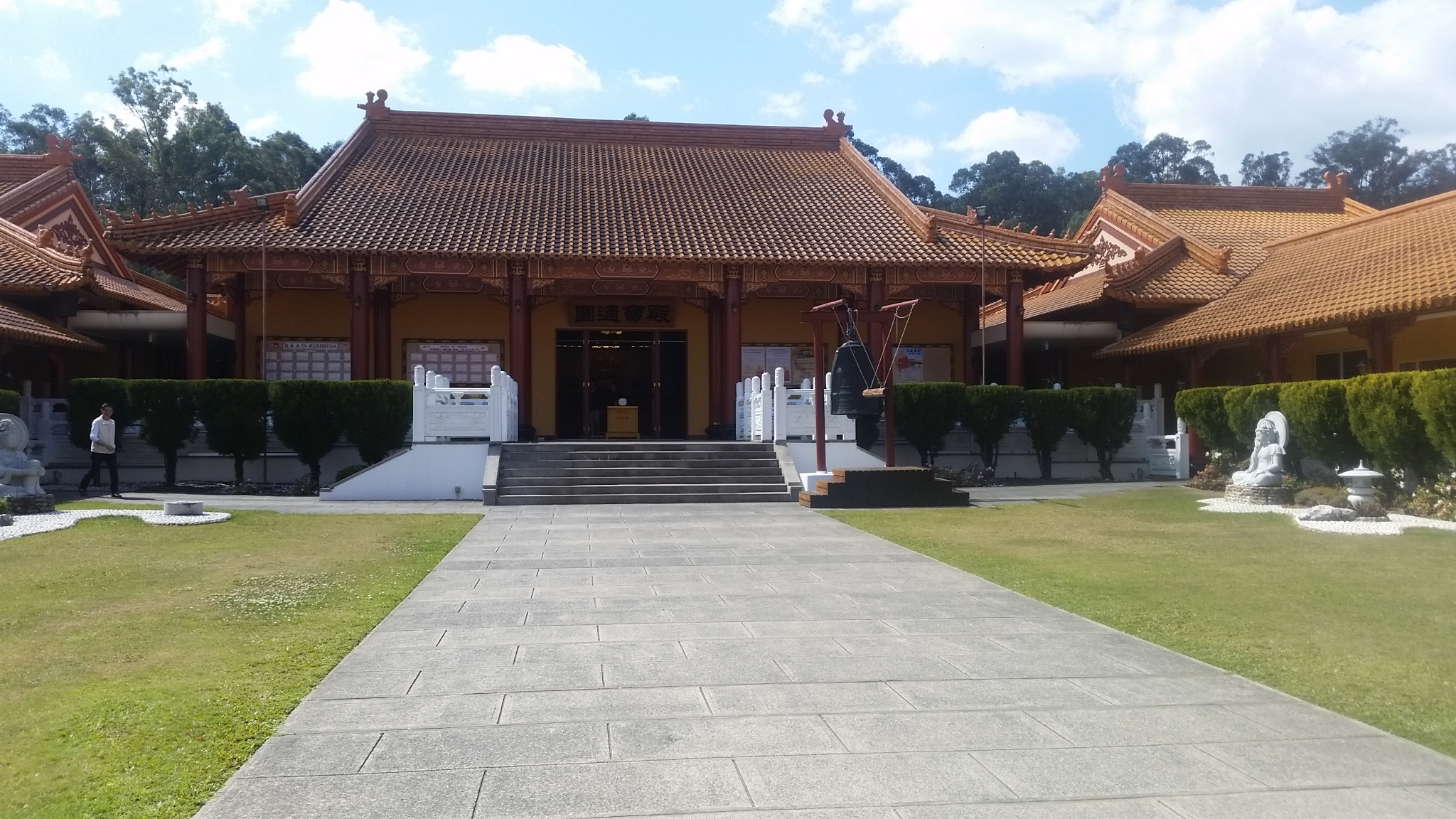
Chung Tian edificio principal, visión general.

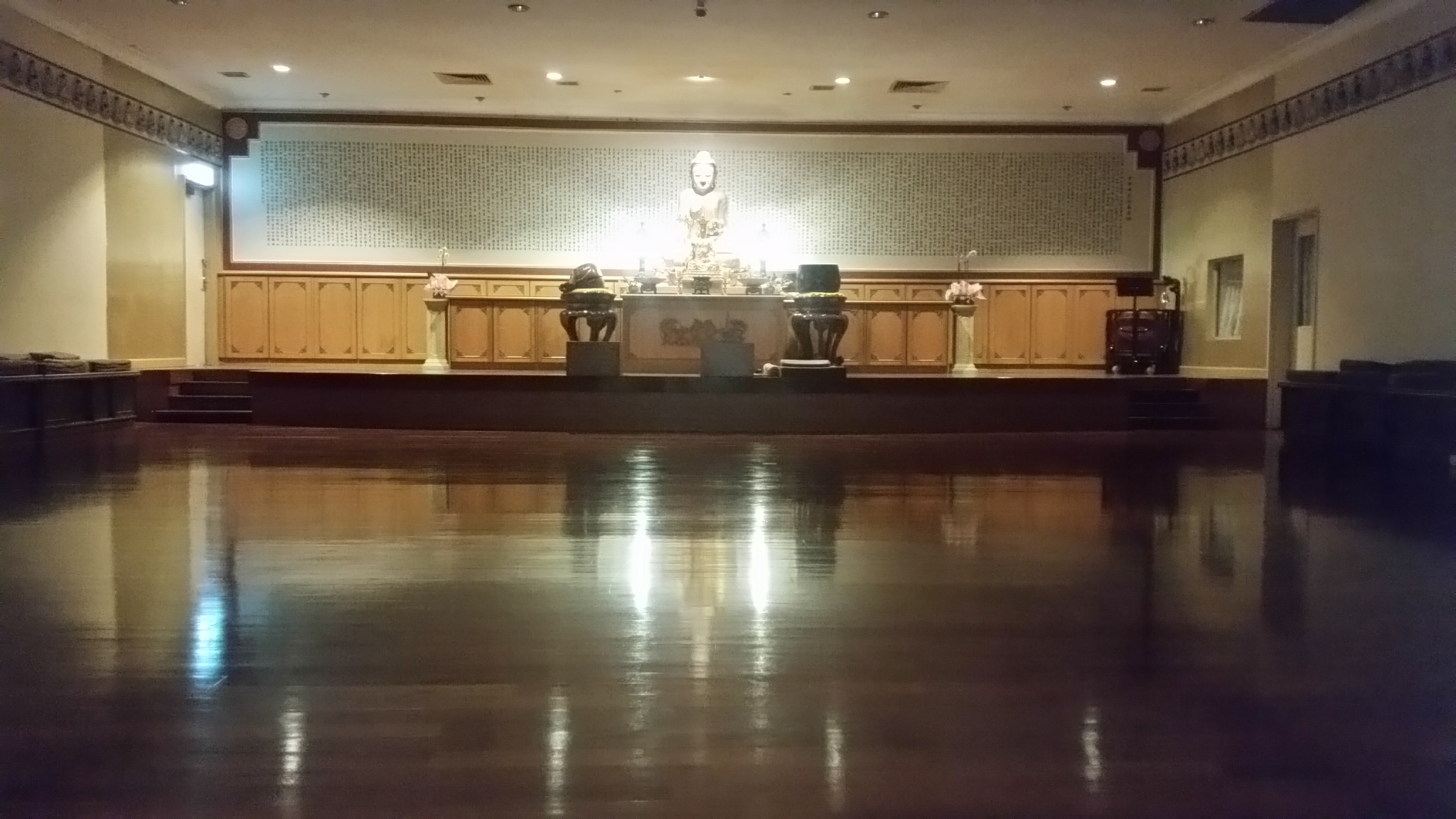
Sala de meditación.

## Descripción general
El templo proporciona un lugar pacífico y cultural para la comunidad, incluidos los visitantes con su diversidad multicultural y armonía de múltiples religiones a través del budismo humanista.

## Programa y horario de apertura
El templo Chung Tian ofrece al público algunos programas a continuación. Los detalles del último horario se pueden consultar en un sitio web externo de terceros

- Clase de Meditación: Todos los domingos de 9 a. M. A 12 p. m., Hay tres niveles de clase de meditación relacionados con la experiencia de la meditación.

- Contenido: Teorías de la meditación, Respiración para la meditación, Postura para la meditación
- Clase de Budismo para niños: todos los domingos de 9 a. M. A 12 p. m.
- Clase de idioma chino: de 9 a. m. a 12 p. m. - Sábado por la mañana: estudiantes nativos chinos - Domingo por la mañana: estudiantes internacionales - niveles: siete clases de cinco a diecisiete años.

## Edificio e instalaciones
- Es uno de los puntos de interés y monumentos, lugares de interés en QLD
- Escuela de chino: 8 aulas y está registrada en la escuela del gobierno de QLD idioma chino.
- Hay varios edificios en el sitio: Bodhisattva Hall, sala de meditación, restaurante, sala de conferencias
- el edificio más alto del sitio: el estilo de siete niveles de la Pagoda de Chung Tian

## Actividades y espectáculos culturales
- Es uno de los cinco sitios turísticos más populares en Brisbane QLD.[2]
- Campamento infantil feliz: programa de dos días durante septiembre u octubre de cada año[3]
- Celebración del Año Nuevo Chino:

El Templo ofrece comida, parque de atracciones, actividades para niños, representaciones culturales, una luz  Ofrenda Servicio de bendición con una danza del león chino y presentaciones culturales antes de la fecha del año nuevo chino.